# Regiones di Venere
Segue una lista delle regiones presenti sulla superficie di Venere. La nomenclatura di Venere è regolata dall'Unione Astronomica Internazionale; la lista contiene solo formazioni esogeologiche ufficialmente riconosciute da tale istituzione.
Le regiones di Venere portano i nomi di titanidi e gigantesse presenti nella mitologia di varie culture. Fanno eccezione Alpha Regio, Beta Regio, basate sulle lettere dell'alfabeto greco, e Vasilisa Regio, dedicata ad un'eroina di fiabe.
Inoltre, si contano anche due regiones inizialmente battezzate dall'IAU e la cui denominazione è stata poi abrogata.

## Prospetto
| Regio          | Eponimo                                            | Latitudine | Longitudine | Diametro |
| -------------- | -------------------------------------------------- | ---------- | ----------- | -------- |
| Alpha Regio    | Alfa - Prima lettera dell'alfabeto greco.          | 25,5° S    | 0,3° E      | 1897 km  |
| Asteria Regio  | Asteria - Titanide della mitologia greca.          | 21,6° N    | 267,5° E    | 1131 km  |
| Atla Regio     | Atla - Gigantessa della mitologia norrena.         | 9,2° N     | 200,1° E    | 3200 km  |
| Bell Regio     | Bell - Gigantessa della mitologia anglosassone.    | 32,8° N    | 51,4° E     | 1778 km  |
| Beta Regio     | Beta - Seconda lettera dell'alfabeto greco.        | 25,3° N    | 282,8° E    | 2869 km  |
| Dione Regio    | Dione - Titanide della mitologia greca.            | 31,5° S    | 328° E      | 2300 km  |
| Dsonkwa Regio  | Dsonkwa - Gigantessa della mitologia dei Kwakiutl. | 53° S      | 167° E      | 1500 km  |
| Eistla Regio   | Eistla - Gigantessa della mitologia norrena.       | 10,5° N    | 21,5° E     | 8015 km  |
| Hyndla Regio   | Hyndluljóð - Gigantessa della mitologia norrena.   | 22,5° N    | 294,5° E    | 2300 km  |
| Imdr Regio     | Imdr - Gigantessa della mitologia norrena.         | 43° S      | 212° E      | 1611 km  |
| Ishkus Regio   | Ishkus - Gigantessa della mitologia dei Makah.     | 61° S      | 245° E      | 1000 km  |
| Laufey Regio   | Laufey - Gigantessa della mitologia norrena.       | 7° N       | 315° E      | 2100 km  |
| Neringa Regio  | Neringa - Gigantessa della mitologia lituana.      | 65° S      | 288° E      | 1100 km  |
| Ovda Regio     | Ovda - Titanide della mitologia dei Mari.          | 2,8° S     | 85,6° E     | 5280 km  |
| Phoebe Regio   | Febe - Titanide della mitologia greca.             | 6° S       | 282,8° E    | 2852 km  |
| Tethus Regio   | Tethus - Titanide della mitologia greca.           | 66° N      | 120° E      | n.d.     |
| Themis Regio   | Temi - Titanide della mitologia greca.             | 37,4° S    | 284,2° E    | 1811 km  |
| Thetis Regio   | Teti - Titanide della mitologia greca.             | 11,4° S    | 129,9° E    | 2801 km  |
| Ulfrun Regio   | Ulfrun - Gigantessa della mitologia norrena.       | 27° N      | 225° E      | 3954 km  |
| Vasilisa Regio | Vasilisa la Bella - Eroina di alcune fiabe russe.  | 11° S      | 332° E      | 1200 km  |

## Nomenclatura abolita
| Regio           | Eponimo                                     | Latitudine | Longitudine | Diametro | Motivazione                                                                                                   |
| --------------- | ------------------------------------------- | ---------- | ----------- | -------- | --- |
| Metis Regio     | Meti - Titanide della mitologia greca.      | 70,9° N    | 251,8° E    | 729 km   | Riclassificata come mons nel 2009.                                                                            |
| Mnemosyne Regio | Mnemosine - Titanide della mitologia greca. | 65,8° N    | 277,9° E    | n.d.     | Immagini più accurate nel 2009 hanno chiarito che non ha le caratteristiche per essere considerata una regio. |